# Cladiella krempfi
Cladiella krempfi är en korallart som först beskrevs av Sydney John Hickson 1919.  Cladiella krempfi ingår i släktet Cladiella och familjen läderkoraller. Inga underarter finns listade i Catalogue of Life.